# Osteofágie
Osteofagie je konzumace kostí. Je běžná například u býložravců, kteří se pasou na chudých půdách s nedostatkem fosforu a vápníku.

## Příklady
Osteofágie je typická pro žirafy, které často vyhledávají sloní hřbitovy, aby si doplnily nedostatek výše zmíněných prvků v ostatní potravě.
Osteofágie se vyskytuje i u masožravců žijících za polárním kruhem, například medvěda girzzlyho (Ursus arctos), nebo u pouštních želv.